# سیلوی تستود
سیلوی تِستود (فرانسوی: Sylvie Testud‎؛ زادهٔ ۱۷ ژانویهٔ ۱۹۷۱) هنرپیشه، نویسنده، رمان‌نویس، کارگردان و فیلم‌نامه‌نویس اهل فرانسه است. از فیلم‌هایی که وی در آنها نقش داشته‌است می‌توان به زندگی مانند گل سرخ، بچه‌های پاریس، معجون زمان ۴، لوک خوش‌شانس، من دارم به خونه می‌روم، پرتره نهایی و ۲۴ روز اشاره کرد.

## زندگی و حرفه
سیلوی تِستود در شهر لیون بزرگ شد. شهری که مهاجران پرتغالی، اسپانیایی و ایتالیایی زیادی داشت. وقتی که سیلوی دو سال داشت همراه مادرش به لیون آمد و مادرش در آنجا با مردی فرانسوی ازدواج کرد. در سال ۱۹۸۹ سیلوی به پاریس نقل مکان کرد و در اوایل و میانه دهه نود میلادی نخستین نقش‌های کوچکش را در فیلم‌ها بازی کرد. در سال ۱۹۹۷ برای بازی در یک فیلم آلمانی، زبان اشاره آلمانی و همچنین زدن ساز کلارینت را یادگرفت. در سال ۲۰۰۳ کتابی به نام «Il n'y a pas beaucoup d'etoiles ce soir» را در مورد زندگینامه خودش نوشت. جلد آن کتاب توسط خواهرش طراحی شده بود. این بازیگر دو فرزند به نام‌های «رابین» و «اِستر» دارد.

## جوایز و افتخارت
- برنده جایزه سزار متعهدترین بازیگر- سال ۲۰۰۱
- برنده جایزه سزار و جایزه لومیر برای بازی در فیلم «ترس و لرز» -سال ۲۰۰۴
- برنده جایزهٔ لژیون دونور (شوالیه)- سال ۲۰۰۹